# Christkind

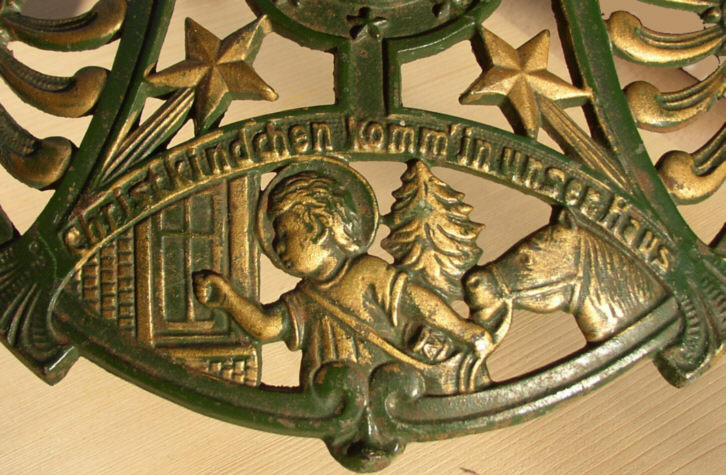
Representación del Niño Jesús en un soporte de árbol de Navidad

Christkind (pronunciado /ˈkʁɪstkɪnt/ (escucharⓘ)), llamado también Christkind, Christkindchen, o bien, Christkindl,  (en alemán: Cristo Niño) es el tradicional portador de regalos navideños en Austria, Suiza, el sur y el oeste de Alemania, la República Checa, Alta Silesia, Croacia, Liechtenstein, Luxemburgo y la parte oriental de Bélgica, así como entre las comunidades de ascendencia alemana del Volga en Rusia. 
Este personaje fue introducido en el siglo XVI por Martín Lutero, quien, como parte de la Reforma, quería se oponía al excesivo culto a los santos del catolicismo.
Entre los descendientes de alemanes de los Estados Unidos, el nombre fue escrito como Kris Kringle, transformándose al personaje en una imagen de Papá Noel.

## Historia
Difundido por la Reforma en la Europa del siglo XVI-XVII para reemplazar a san Nicolás como el portador de obsequios navideños, fue adoptado por muchas comunidades protestantes de habla germánica, cambiando la fecha de entrega del 6 de diciembre a la Nochebuena para hacerlo coincidir con la fecha de su Nacimiento. En el siglo XIX, también fue aceptado en las regiones católicas de Alemaniae incluso, como reacción a la popularidad de Papá Noel, en algunos países católicos de América Latina.

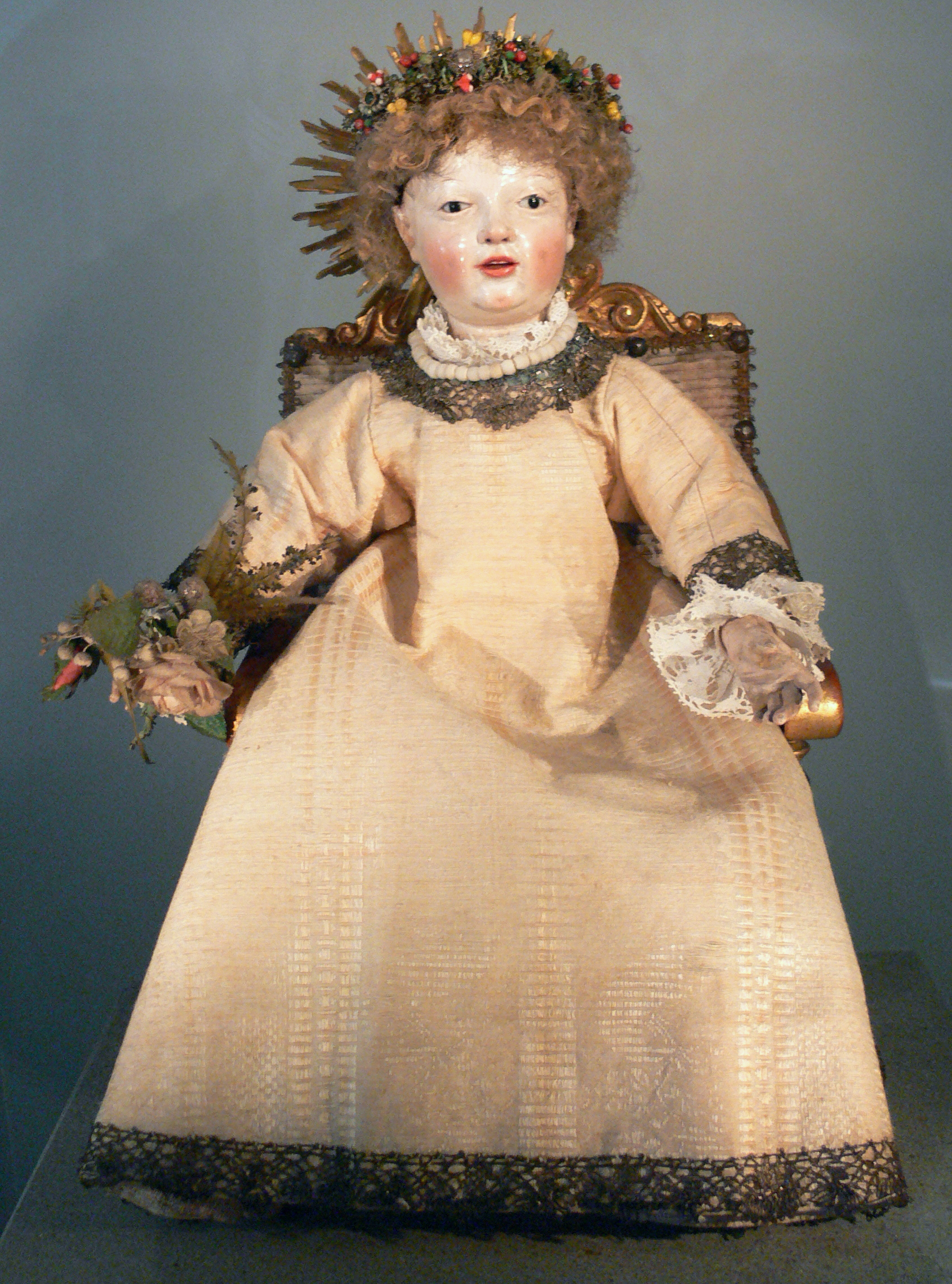
Christkind, Munich, Alemania

Christkind es un niño con aspecto de duende, con pelo rubio y alas de ángel. A veces, en lugar de como Niño Jesús, es interpretado como un ángel específico que trae los regalos, que aparece en algunas procesiones junto a una imagen del pequeño Jesucristo.
Los niños nunca lo ven en persona, y los padres les dicen que el Niño Jesús no vendrá a traer regalos si son curiosos y tratan de divisarlo. La familia entra en el salón, donde se ha colocado el árbol de Navidad, para la apertura de los regalos (el Bescherung), cuando los padres dicen que creen que el Christkind que ha traído los regalos se ha vuelto a ir. En algunas tradiciones, la partida se anuncia con el toque de una pequeña campana, que los padres fingen haber oído o que hace en secreto uno de los adultos de la familia.No obstante, en el mercado de Navidad de Núremberg, es representado por una joven elegida cada dos años para esta tarea. 
Desde la década de 1990, el Christkind se enfrentó a la creciente competencia del Weihnachtsmann, provocada por el uso de la versión estadounidense de Santa Claus como figura publicitaria.[cita requerida] Muchos católicos tradicionalistas defendieron la tradición del Niño Jesús como un "hermoso medio para restaurar el verdadero sentido de la Navidad".
Christkindl es también una parte de la ciudad de Steyr en Austria, llamada así por la estatua de cera del Niño Jesús en la iglesia de la ciudad.